# 4-metilamfetamin
4-metilamfetamin (alternativni naziv: 4-MA, PAL-313 ) je psihotropna tvar. Dio skupine novih psihoaktivnih tvari. U Hrvatskoj su uvrštene izmjenama i dopunama uvrštene na Popis droga, psihotropnih tvari i biljaka iz kojih se može dobiti droga te tvari koje se mogu uporabiti za izradu droga donesenim od strane Ministarstva zdravstva i socijalne skrbi Republike Hrvatske ( Narodne novine br.: 19, 11. veljače 2011.). 
Kemijsko ime je 1-(4-metilfenil)propan-2-amin. 4-metilamfetamin je derivat stimulans amfetamina, koji je u prošlosti proučavan kao potiskivač apetita, a ima učinke ispuštanja serotonina, norepinefrina i dopamina.

## Vanjske poveznice
- https://www.uredzadroge.hr  Arhivirana inačica izvorne stranice od 30. prosinca 2019. (Wayback Machine)
- https://www.nijd.uredzadroge.hr  Arhivirana inačica izvorne stranice od 30. prosinca 2019. (Wayback Machine)